# Oliver Reck
Oliver Reck (ur. 27 lutego 1965 we Frankfurcie nad Menem) – niemiecki piłkarz, występował na pozycji bramkarza.

## Kariera klubowa
Reck urodził się we Frankfurcie nad Menem. Piłkarską karierę rozpoczął jednak w pobliskim mieście Offenbach w tamtejszym klubie Kickers Offenbach. Do pierwszej drużyny został włączony w 1983 roku, a w Bundeslidze zadebiutował w rundzie wiosennej sezonu 1983/1984. Debiut miał miejsce 4 lutego, a Kickers pokonało 1. FC Köln 2:0. Pod koniec sezonu zespół spadł jednak z ligi i przez kolejny rok Reck bronił w 2. Bundeslidze stając się tam jednym z najlepszych bramkarzy. Drużyna nadal grała słabo i ostatecznie została zdegradowana jeszcze niżej, do Regionalligi.
Latem 1985 Reck opuścił Offenbach i przeszedł do pierwszoligowego Werderu Brema. Przez blisko dwa lata czekał na debiut w lidze, a pierwszym bramkarzem był wówczas Dieter Burdenski. Swój pierwszy mecz Oliver rozegrał 1 sierpnia 1987, w którym Werder pokonał 1:0 Hannover 96 w wyjazdowym meczu. W tamtym sezonie Reck wygrał rywalizację z Burdenskim i dodatkowo wywalczył swój pierwszy tytuł mistrza Niemiec. Rok później zadebiutował w europejskich pucharach w rozgrywkach Pucharu Mistrzów, w których klub z Bremy dotarł do ćwierćfinału. W lidze zespół zajął 3. pozycję, a kolejny raz miejsce na podium zajął w 1990 roku. W 1991 roku Reck wraz z kolegami z Werderu zdobył Puchar Niemiec. Dzięki temu w sezonie 1991/1992 wystąpił w Pucharze Zdobywców Pucharów docierając do finału, a w nim pokonując AS Monaco 2:0. Pasmo sukcesów Reck kontynuował w następnym sezonie (1992/1993), gdy po raz drugi (i ostatni) w karierze został mistrzem kraju. W 1994 roku także po raz drugi zdobył niemiecki puchar, a w 1995 roku został wicemistrzem. W sezonie 1995/1996 na skutek kontuzji stracił na jakiś czas miejsce w składzie na rzecz Franka Rosta, ale odzyskał je już w następnym sezonie, jednak z Werderem plasował się już w środku tabeli.
Latem 1998 roku Reck odszedł do FC Schalke 04, w którym zastąpił odchodzącego do A.C. Milan Jensa Lehmanna. Swój pierwszy mecz dla Schalke rozegrał dopiero 15 grudnia, a jego drużyna wygrała na wyjeździe 2:1 z Eintrachtem Frankfurt. Początkowo walczył o miejsce w wyjściowej jedenastce z Frode Grodåsem, ale ten po sezonie odszedł z zespołu. W 2001 roku z Schalke wywalczył Puchar Niemiec, a także zajął 2. wicemistrzowskie miejsce w lidze. W sezonie 2001/2002 znów został zwycięzcą krajowego pucharu, a w lidze zdobył swojego jedynego gola (z rzutu karnego w wygranym 4:0 spotkaniu z FC St. Pauli). Latem 2002 do Schalke przybył jego dawny konkurent z Werderu Frank Rost i Reck rozegrał zaledwie dwa ligowe mecze, a po sezonie zdecydował się zakończyć piłkarską karierę, w trakcie której rozegrał 509 ligowych spotkań (471 w pierwszej i 38 w drugiej lidze).
| Sezon   | Klub              | Kraj   | Rozgrywki             | Mecze | Bramki |
| ------- | ----------------- | ------ | --------------------- | ----- | ------ |
| 1983/84 | Kickers Offenbach | RFN    | Bundesliga            | 14    | 0      |
| 1984/85 | Kickers Offenbach | RFN    | 2. Bundesliga         | 38    | 0      |
| 1985/86 | Werder Brema      | RFN    | Bundesliga            | 0     | 0      |
| 1986/87 | Werder Brema      | RFN    | Bundesliga            | 0     | 0      |
| 1987/88 | Werder Brema      | RFN    | Bundesliga            | 32    | 0      |
| 1988/89 | Werder Brema      | RFN    | Bundesliga            | 34    | 0      |
| 1989/90 | Werder Brema      | RFN    | Bundesliga            | 32    | 0      |
| 1990/91 | Werder Brema      | Niemcy | Bundesliga            | 34    | 0      |
| 1991/92 | Werder Brema      | Niemcy | Bundesliga            | 32    | 0      |
| 1992/93 | Werder Brema      | Niemcy | Bundesliga            | 32    | 0      |
| 1993/94 | Werder Brema      | Niemcy | Bundesliga            | 30    | 0      |
| 1994/95 | Werder Brema      | Niemcy | Bundesliga            | 32    | 0      |
| 1995/96 | Werder Brema      | Niemcy | Bundesliga            | 20    | 0      |
| 1996/97 | Werder Brema      | Niemcy | Bundesliga            | 34    | 0      |
| 1997/98 | Werder Brema      | Niemcy | Bundesliga            | 33    | 0      |
| 1998/99 | FC Schalke 04     | Niemcy | Bundesliga            | 18    | 0      |
| 1999/00 | FC Schalke 04     | Niemcy | Bundesliga            | 25    | 0      |
| 2000/01 | FC Schalke 04     | Niemcy | Bundesliga            | 33    | 0      |
| 2001/02 | FC Schalke 04     | Niemcy | Bundesliga            | 34    | 1      |
| 2002/03 | FC Schalke 04     | Niemcy | Bundesliga            | 2     | 0      |
|         |                   |        | Łącznie w Bundeslidze | 471   | 1      |

## Kariera reprezentacyjna
W 1988 roku Reck został powołany do olimpijskiej reprezentacji RFN na Igrzyska Olimpijskie w Seulu. Tam był rezerwowym dla Uwe Kampsa i nie rozegrał żadnego meczu, ale z kadrą zdobył brązowy medal.
W pierwszej reprezentacji Niemiec Reck zadebiutował 4 czerwca 1996 roku w wygranym 9:1 towarzyskim meczu z Liechtensteinem. Wtedy też został powołany przez Bertiego Vogtsa do kadry na Euro 96, na których był trzecim bramkarzem po Andreasie Köpke i Oliverze Kahnie. Na tym turnieju wywalczył mistrzostwo Europy nie rozgrywając żadnego meczu. Natomiast spotkanie z Liechtensteinem, jak się później okazało, było jego jedynym w reprezentacji Niemiec.

## Kariera trenerska
Po zakończeniu kariery Reck został trenerem. Został zatrudniony w sztabie trenerskim Schalke, a w 2005 roku zdał licencję trenerską klasy A. 12 grudnia 2005 zastąpił Ralfa Rangnicka na stanowisku pierwszego trenera Schalke i poprowadził tę drużynę w jednym spotkaniu, 17 grudnia, a Schalke przegrało 0:2 z VfB Stuttgart. 4 stycznia został zastąpiony przez Mirko Slomkę. Obecnie jest trenerem bramkarzy w drużynie z Gelsenkirchen.

## Sukcesy
- Mistrzostwo Niemiec: 1988, 1993 z Werderem
- Wicemistrzostwo Niemiec: 1986, 1995 z Werderem, 2001 z Schalke
- Puchar Niemiec: 1991, 1994 z Werderem, 2001, 2002 z Schalke
- Puchar Zdobywców Pucharów: 1992 z Werderem
- Brązowy medal IO: 1988
- Mistrzostwo Europy: 1996